# Megumi Hayashibara
Megumi Hayashibara (jap. 林原 めぐみ Hayashibara Megumi; ur. 30 marca 1967 w Tokio) – japońska seiyū i piosenkarka, okazjonalnie użyczająca również głosu w dubbingu. Z wykształcenia jest pielęgniarką. Prowadzi dwa programy radiowe: Tokyo Boogie Night oraz Heartful Station.

## Kariera
Przygoda Hayashibary zaczęła się, gdy trenowała do castingu Arts Vision, w tym samym czasie uczyła się na pielęgniarkę. Wygrała ten casting. Jej debiut, to rola seiyū w anime Maison Ikkoku w 1986 roku. Jej kolejne role głosowe, to Faye Valentine w Cowboyu Bebopie, Lime w Saber Marionette, Haruka Urashima w Love Hina, Rei Ayanami w Neon Genesis Evangelion, Lina Inverse w seriach Slayers, Canal Volphied w Lost Universe i Ranma Saotome w Ranma 1/2. Na swoim koncie ma 236 ról seiyū.
Od 1989 gdy zadebiutowała jako piosenkarka, wielokrotnie występowała z koncertami śpiewając utwory (piosenki z czołówek i końcówek, jak również luźno powiązane) z anime Slayers, Magical Shopping Arcade Abenobashi, Lost Universe, Sorcerer Hunters, Saber Marionette, Love Hina. Zaśpiewała również „Oversoul”, „Trust You”, „Northern Lights” i „Omokage” (wszystkie z anime „Shaman King”). Wypuściła kilka solowych muzycznych albumów, również zaśpiewała kilka utworów z zespołami: DoCo i Ties. Megumi napisała sama kilka piosenek, które później zostały nagrane. Jej albumy muzyczne bardzo dobrze się sprzedają, zajęły 10. miejsce w Japan’s Oricon Pop Music Charts.
Hayashibara znana jest głównie w Japonii. Aktualnie jest gospodarzem w dwóch programach radiowych Tokyo Boogie Night i Heartful Station. Napisała również kilka książek, pisze także w swojej kolumnie w magazynie Aitakute Aitakute. Napisała swoją autobiografię, która później została narysowana w formie mangi pod tytułem Ashita ga aru sa (明日があるさ).

## Życie prywatne
30 marca 1998 roku wyszła za mąż. 10 stycznia 2004 roku w jej audycji ogłoszono, że jest w ciąży. 28 czerwca tego samego roku urodziła córkę.

## Wybrane role głosowe
- Slayers Evolution-R (2009) – Lina Inverse
- Slayers Revolution (2008) – Lina Inverse
- Hitsuji no uta (2003) – Kōjō Chisana
- Tenshi na Konamaiki (2002) – Amatsuka Megumi
- Love Hina Again (2002) – Haruka Urashima
- Shaman King (2001) –
  - Anna Kyōyama,
  - Opacho
- Cowboy Bebop: Tengoku no tobira (2001) – Faye Valentine
- Love Hina (2000) – Haruka Urashima
- Vampire Hunter D: Żądza krwi (2000) – Leila
- ReReRe no tensai Bakabon (1999) – Bakabon
- Card Captor Sakura (1999) – Madoushi
- Queen Emeraldas (1998) – Hiroshi Umino
- Saber Marionette J to X (1998) – Lime
- Akihabara Dennou Gumi (1998) – Tsubame Otori
- Cowboy Bebop (1998) – Faye Valentine
- Lost Universe (1997) – Canal Vorfeed
- Slayers Great (1997) – Lina Inverse
- Slayers Try (1997) – Lina Inverse
- Pokémon (1997) –
  - Musashi (Jessie),
  - Rumika (Jessiebelle),
  - Fushigidane (Bulbasaur),
  - Pigeon (Pidgeotto),
  - Pigeot (Pidgeot)
- Sorcerer Hunters (1996) – Tira Misu
- Black Jack (1996) – Rei Fujinami
- Saber Marionette J (1996) – Lime
- Slayers Special (1996) – Lina Inverse
- Slayers Return (1996) – Lina Inverse
- Tenchi: The Movie (1996) – Achika
- Slayers Next (1996) – Lina Inverse
- Detektyw Conan (1995) – Shiho Miyano/Ai Haibara (Sherry)
- Shadow Skill (1995) – Ella Lagu
- Neon Genesis Evangelion (1995) –
  - Rei Ayanami,
  - Yui Ikari,
  - Pen Pen
- Slayers (1995) – Lina Inverse
- Sailor Moon S the Movie: Hearts in Ice (1994) – Himeko Nayotake
- Blue Seed (1994) – Momiji Fujimiya
- DNA² (1994) – Saeki Tomoko
- Macross Plus (1994) – Lucy MacMillan
- The Hakkenden (1993) – Mouya Inusaka
- Yu Yu Hakusho (1992) – młoda Genkai
- All-Purpose Cultural Cat Girl Nuku Nuku (1992) – Atsuko „Nuku Nuku” Natsume
- Video Girl Ai (1992) – Ai Amano
- Uchū no kishi Tekkaman Blade (1992) – Aki Kisaragi
- 3x3 oczy (1991) – Pai
- Goldfish Warning! (1991) – Gyopi
- Magical Princess Minky Momo (1991) – Minky Momo
- Patlabor the Movie 1 (1990) – Weather Forecaster
- Garaga (1989) – Kina
- Ranma ½ (1989) – Ranma Saotome (żeńska)
- Gundam 0080 (1989) – Christina „Chris” MacKenzie
- Alfred Jonatan Kwak (1989) – Alfred
- Bubblegum Crisis (1987) – Nam
- Project A-Ko (1986) – Ume
- Maison ikkoku (1986) – Yosuke Nanao
- Tensai Bakabon (1971) – Bakabon
- Anpanman (1992) – Komusubiman
- Hello Kitty – Hello Kitty

## Solowa dyskografia

### Albumy
| Rok  | Tytuł                                             | Źródło |
| ---- | ------------------------------------------------- | ------ |
| 1991 | Half and, Half                                    |        |
| 1992 | WHATEVER                                          |        |
| 1992 | Perfume                                           |        |
| 1993 | SHAMROCK                                          |        |
| 1994 | PULSE                                             |        |
| 1994 | SpHERE                                            |        |
| 1995 | Enfleurage                                        |        |
| 1996 | bertemu                                           |        |
| 1997 | Iravati                                           |        |
| 1999 | Fuwari (ふわり)                                   |        |
| 2000 | VINTAGE S                                         |        |
| 2000 | VINTAGE A                                         |        |
| 2002 | feel well                                         |        |
| 2004 | center color                                      |        |
| 2005 | VINTAGE A (05.03)                                 |        |
| 2005 | VINTAGE S (05.03)                                 |        |
| 2005 | Fuwari (jap. ふわり)                              |        |
| 2005 | Iravati                                           |        |
| 2005 | bertemu                                           |        |
| 2005 | Enfleurage                                        |        |
| 2005 | SPHERE                                            |        |
| 2005 | SHAMROCK                                          |        |
| 2005 | Perfume                                           |        |
| 2005 | WHATEVER (05.03)                                  |        |
| 2005 | Half and Half (05.03)                             |        |
| 2007 | Plain                                             |        |
| 2007 | Tanoshii dōyō (jap. たのしいどうよう)             |        |
| 2008 | Slayers MEGUMIX (jap. スレイヤーズ MEGUMIX)       |        |
| 2010 | CHOICE                                            |        |
| 2011 | VINTAGE White                                     |        |
| 2015 | Time Capsule (jap. タイムカプセル Taimu kapuseru) |        |
| 2016 | DUO                                               |        |
| 2017 | with you                                          |        |
| 2018 | Fifty～Fifty                                      |        |
| 2020 | Slayers MEGUMIXXX (jap. スレイヤーズ MEGUMIXXX)   |        |
| 2021 | VINTAGE DENIM                                     |        |

### Single CD
| Rok  | Tytuł                                                     | Źródło |
| ---- | --------------------------------------------------------- | ------ |
| 1998 | Fine colorday                                             |        |
| 1998 | ～infinity～∞                                             |        |
| 1998 | Sore wa tomodachi (jap. それはトモダチ)                   |        |
| 1998 | raging waves/I&Myself                                     |        |
| 1998 | Akogare (jap. あこがれ)                                   |        |
| 1998 | A HOUSE CAT                                               |        |
| 1998 | Proof of Myself                                           |        |
| 1999 | question at me                                            |        |
| 1999 | Būsuka! Būsuka!! (jap. ブースカ!ブースカ!!)               |        |
| 2000 | Sakurasaku (jap. サクラサク)                              |        |
| 2000 | unsteady                                                  |        |
| 2001 | Over Soul                                                 |        |
| 2001 | feel well                                                 |        |
| 2001 | brave heart                                               |        |
| 2002 | Northern lights                                           |        |
| 2002 | Treat or Goblins                                          |        |
| 2002 | KOIBUMI/faint love                                        |        |
| 2003 | Makenaide, makenaide... (jap. 負けないで、負けないで…)    |        |
| 2006 | Meet again                                                |        |
| 2007 | A Happy Life/Lucky&Happy                                  |        |
| 2007 | Akogare (jap. あこがれ)                                   |        |
| 2008 | Plenty of grit/Revolution                                 |        |
| 2009 | Front breaking / Sunadokei (jap. Front breaking/砂時計)   |        |
| 2009 | Shūketsu no sono e (jap. 集結の園へ)                      |        |
| 2010 | Shūketsu no unmei (jap. 集結の運命)                       |        |
| 2012 | Tsubasa (jap. つばさ)                                     |        |
| 2015 | Sanhāra ~ seinaru chikara ~ (jap. サンハーラ～聖なる力～) |        |
| 2016 | Usurahi shinjū (jap. 薄ら氷心中)                          |        |
| 2017 | Imawa no shinigami (jap. 今際の死神)                      |        |
| 2021 | Soul salvation                                            | [ 2 ]  |